# Joan Vila i Gelpí
Joan Vila i Gelpí (Blanes, 24 de juny de 1882 - 1959) fou un cuiner català. Regentà la fonda Fonda Vila de Blanes i va mantenir un fort compromís amb la causa republicana. Fou un cuiner de moda, amb acadèmia pròpia i avesat a fer intervencions radiofòniques sobre cuina.

## Biografia
Als setze anys va entrar d'aprenent al prestigiós Grand Restaurant de France, a Barcelona, el primer restaurant francès que va tenir la capital catalana, més conegut com a Justin, situat a la plaça Reial. Vila va completar la formació als fogons de diferents hotels i restaurants de París i Londres. Després, viatjà a Sant Sebastià i Madrid, on començà a impartir classes de cuina i, més tard, tornà a Catalunya, on creà una acadèmia de cuina, que aviat va esdevenir molt popular entre les dones de la burgesia barcelonina. També impartí classes a l'Escola Professional per a la Dona de la Generalitat, fet que el va portar a establir vincles estrets amb l'administració republicana. Així, per exemple, el 17 d'abril de 1935 es va inaugurar el nou local de l'Associació de Funcionaris de la Generalitat de Catalunya al carrer de Portaferrissa, que tenia com a president Jaume Miravitlles, i Joan Vila va ser l'encarregat de preparar el sopar inaugural.
Esclatada la guerra, va mantenir el seu compromís amb el règim republicà i, al mateix juliol de 1936, Vila contribuí a configurar les bases de treball que regularien les relacions entre els patrons i dependents del Comerç en el ram de l'alimentació. També va ser membre del Front Únic de Treballadors Mercantils i va escriure el receptari Menús de guerra, un encàrrec de la Conselleria de Proveïments de la Generalitat de Catalunya, amb receptes senzilles i imaginatives, per proposar àpats possibles a la població en temps d'escassetat d'aliments en plena guerra. El 1937 les demostracions d'aquests plats es feien els dilluns, dimarts i dijous a la Sala Mozart, situada al carrer Canuda. L'entrada era gratuïta i els plats, un cop elaborats, es sortejaven entre els assistents.